# Kura (râu)
Râul Kura (denumirea antică Cirus) are lungimea de  1.364 km. Denumirea „Kura” provine din limba turcă (kura=domol). Râul își are izvorul în Turcia, provincia Kars, traversează Georgia și Azerbaidjan unde se varsă în Marea Caspică.